# Maria Theresia von Liechtenstein
La princesse Maria Theresia von Liechtenstein (28 décembre 1721-19 janvier 1753) est une noble Autrichienne. Elle fait partie de la maison de Liechtenstein.

## Biographie
Elle est la fille de Josef Johann Adam von Liechtenstein et de la comtesse Marianne Kottulinsky.
Le 22 aout 1741, elle épouse le Prince Joseph Adam von Schwarzenberg, Duc de Krumau et Prince de Schwarzenberg(1722-1782), noble à la cour de l'empereur à Vienne. 

## Enfants
- Johann I. Nepomuk Anton, 5e prince de Schwarzenberg (3 juillet 1742-5 octobre 1789)
- Maria Anna (6 janvier 1744-8 août 1803), se marie en 1764 avec Ludwig Fréderic von Zinzendorf (1721 – 1780)
- Josef Wenzel (26 mars 1745-18 septembre 1781)
- Anton (11 avril 1746-7 mars 1764)
- Maria Theresia (30 avril 1747-21 janvier 1788), se marie en 1722 avec Sigmund von Goëss (1723 – 1796)
- Marie Eleonore (13 mai 1748-3 mai 1786)
- Franz Josef (8 août 1749-14 août 1750)
- Maria Josepha (24 octobre 1751-7 avril 1755)
- Maria Ernestine (18 octobre 1752 -12 avril 1801), se marie en 1778 avec Franz Xaver von Auersperg (1755 – 1803)